# تشارلز تايلر
تشارلز تايلر (13 سبتمبر 1887 - 1942)  (بالإنجليزية: Charles Tyler)‏ هو لاعب كريكت بريطاني (وحمل سابقاً جنسية المملكة المتحدة لبريطانيا العظمى وأيرلندا).